# フィリップ・ドゥ・ショーヴロン
フィリップ・ドゥ・ショーヴロン（Philippe de Chauveron、1965年11月15日 - ）はフランスの映画監督・脚本家。

## 人物
1986年、パリ高等映画学校を卒業。彼はいくつかのコメディの著者であり、その中で最もよく知られているのは、全仏で約1300万人の動員数を記録した『最高の花婿シリーズ』の監督として有名。弟のマーク・ドゥ・ショーヴロンも脚本家で、多くの作品で兄弟共同で脚本を執筆している。

## フィルモグラフィ

### 監督作
- 1989 : Gros (court-métrage, co-réalisation avec Emmanuel Silvestre)
- 1999 : Les Parasites
- 2005 : L'Amour aux trousses
- 2011 : L'Élève Ducobu
- 2012 : Les Vacances de Ducobu
- 2014 : 『最高の花婿』
- 2016 : Débarquement immédiat
- 2017 : À bras ouverts
- 2019 : 『最高の花婿 アンコール』
- 2021 : 『最高の花婿 ファイナル』

### 脚本参加
- 1995 : Dans la Cour des grands de Florence Strauss
- 1995 : Les Truffes de Bernard Nauer
- 1999 : Les Parasites
- 2003 : La Beuze de François Desagnat et Thomas Sorriaux
- 2005 : L'Amour aux trousses
- 2009 : Neuilly sa mère de Gabriel Julien-Laferrière